# Iroquois (ciruela)
Iroquois es una variedad cultivar de ciruelo (Prunus domestica), de las denominadas ciruelas europeas. Una variedad de ciruela criada en 1937 en la « "New York State Agricultural Experiment Station" », Geneva, Estados Unidos, mediante el cruce de las variedades 'Italian Prune' x 'Prinlew'. Las frutas son de tamaño mediano de piel rojo púrpura a azul violácea recubierta de capa ligera de pruina violácea;tienen una pulpa de color amarillo verdoso, textura firme, jugosa, y sabor agridulce muy agradable. Tolera las zonas de rusticidad según el departamento USDA, de nivel 5b, 5a, 6b, 6a, 7b, 7a.

## Historia
'Iroquois' variedad de ciruela que fue obtenida en 1937 por John Watson en la « "New York State Agricultural Experiment Station", "NYSAES" », Geneva, Estados Unidos, dependiente de la Universidad de Cornell por el cruce de 'Italian Prune' como Parental Madre x el polen de 'Prinlew' como Parental Padre.
El nombre de 'Iroquois' conmemora a los indios Iroqueses que vivieron en la zona de sureste de Canadá y noreste de Estados Unidos, antes de ser desplazados por los colonos europeos.
'Iroquois' está cultivada en diversos bancos de germoplasma de cultivos vivos, tales como en National Fruit Collection (Colección Nacional de Fruta) de Reino Unido con el número de accesión: 1976-079 y Nombre Accesión : Iroquois. Fue introducida en el "Probatorio Nacional de Fruta" para evaluar sus características en 1976.

## Características
'Iroquois' árbol de porte extenso, moderadamente vigoroso, erguido, sus hojas de la planta leñosa son caducas, de color verde, forma elíptica, sin pelos presentes, tienen dientes finos en el margen. Autofértil de flor blanca, que tiene un tiempo de floración que comienza a partir del 18 de abril con el 10% de floración, para el 22 de abril tiene una floración completa (80%), y para el 2 de mayo tiene un 90% de caída de pétalos.
'Iroquois' tiene una talla de tamaño mediano de forma ovalada alargada con un cuello pronunciado ligeramente asimétrica, peso promedio de 45.60 g;epidermis tiene una piel rojo púrpura a azul violácea recubierta de capa ligera de pruina violácea; sutura con línea visible, de color algo más oscuro que el fruto. Situada en una depresión muy suave, algo más acentuada junto a cavidad peduncular, numerosos puntos muy pequeños de color algo más claro; pedúnculo de longitud mediano, fuerte, con una longitud promedio de 18.23 mm, leñoso, con escudete muy marcado, muy pubescente, con la cavidad del pedúnculo estrecha, poco profunda, rebajada en la sutura y más levemente en el lado opuesto; pulpa de color verde claro amarillento, textura firme, jugosa, y sabor agri dulce, ciruela de calidad.
Hueso semi adherente, grande, alargado, muy asimétrico, con el surco dorsal muy ancho y profundo, los laterales más superficiales, zona ventral poco sobresaliente, superficie rugosa.
Su tiempo de recogida de cosecha se inicia en su maduración última decena de agosto, y primera decena de septiembre.

## Progenie
'Iroquois' es el "Parental Padre" de la nueva variedad de ciruelas 'Castleton'.
'Iroquois' es el "Parental Madre" de la nueva variedad de ciruelas 'Longjohn'.

## Usos
Se usa comúnmente como postre fresco de mesa buena ciruela de postre de fines de verano.
También se usa en varias aplicaciones culinarias.